# Wielki Koniec (Bukówiec Górny)
Wielki Koniec – część wsi Bukówiec Górny w Polsce, położona w województwie wielkopolskim, w powiecie leszczyńskim, w gminie Włoszakowice. Wchodzi w skład sołectwa Bukówiec Górny.
W latach 1975–1998 Wielki Koniec administracyjnie należał do województwa leszczyńskiego. 